# Vladimir Ivanov (labdarúgó)
Vladimir Ivanov Ivanov (bolgár nyelven: Владимир Иванов Иванов) (Szófia, 1973. február 6. –) bolgár válogatott labdarúgó, edző.

## Válogatott
A válogatott tagjaként részt vett a 2004-es Európa-bajnokságon.

## Sikerei, díjai
- Szlavija Szofija
  - Bolgár bajnok: 1996, 2002
  - Bolgár kupa: 1996, 1998, 2002
- Lokomotiv Plovdiv
  - Bolgár bajnok: 2004